# 광주권

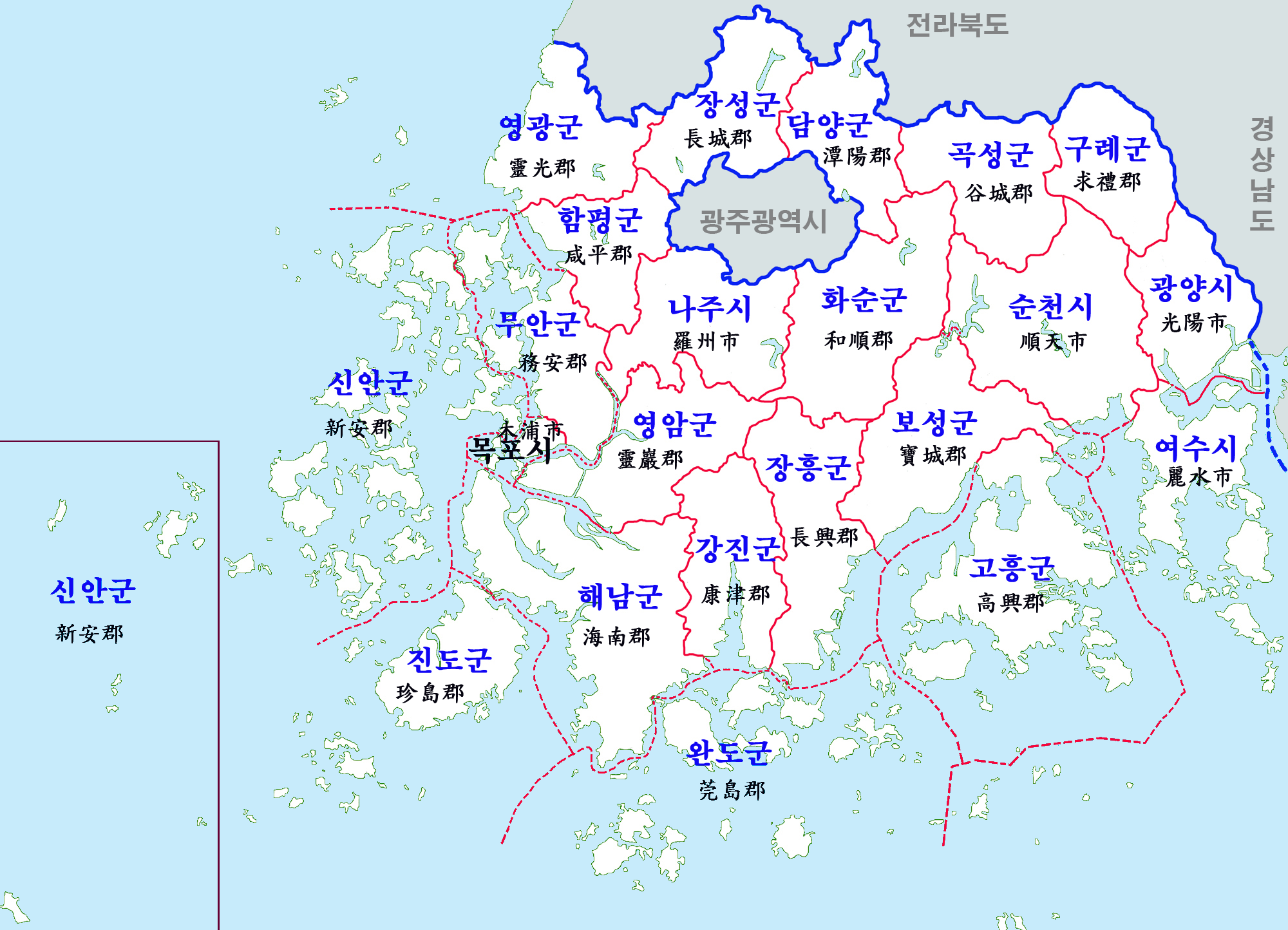
광주권을 나타내는 지도

광주권(光州圈)은 호남 지방 중 광주광역시와 관계가 밀접한 지방으로 이루어진 도시권이다. 대도시권 광역교통 관리에 관한 특별법의 시행령에서는 광주광역시, 전라남도 나주시, 담양군, 화순군, 함평군, 장성군으로 규정하고 있다. 

## 같이 보기
- 수도권
- 부울경
- 대구경북
- 대전충남